# 陈叔同
陈叔同（1911年9月14日—2004年12月13日），名训愿，字叔同，以字行，浙江慈谿县人。中華民國政治人物、著名报人，慈善家。

## 生平
1911年9月14日，出生于大清宁波府慈谿县西乡官桥（今属余姚市）。出于官桥陈氏，是陈布雷的八弟。夫人周痕静。
1924年，入读慈谿县慈湖中学。早年曾赴日本留学。后在上海从事銀行，记者，及出版工作。第二次世界大战太平洋战争爆发后，曾深入东南亚战争前线采访报导，撰写了很多当地抗日的新闻。
曾任中華民國國家通訊社中央通讯社记者，中央通讯社昆明分社主任，中央通讯社总社采访部主任。
1949年，移居台湾。曾任《台湾新生报》高雄分社（即当时的《新生报》南部版，後为《台湾新闻报》）主任，《台湾新生报》社长，与谢然之同为台湾报业早期领袖。曾任中华民国总统蔣中正機要秘书，國民黨文化工作會副主任等职务。
2001年12月，90歲高齡時，曾攜美國台灣家眷後代15人不遠萬里回家鄉寧波探親祭祖。
2004年12月13日，因病逝于美国。

## 慈善
2004年，捐赠10万美金在故鄉慈湖中學设立“陈叔同、周痕静纪念奖学基金”。